# Піт Рід
Піт Рід  (англ. Pete Reed, 27 липня 1981) — британський веслувальник, олімпійський чемпіон.

## Виступи на Олімпіадах
| Олімпіада           | Дисципліна                        | Місце |
| ------------------- | --------------------------------- | ----- |
| Пекін 2008          | четвірка розстібна без стернового | 1     |
| Лондон 2012         | четвірка розстібна без стернового | 1     |
| Ріо-де-Жанейро 2016 | вісімка розстібна зі стерновим    | 1     |